# Teatro musicale statale di Kaunas

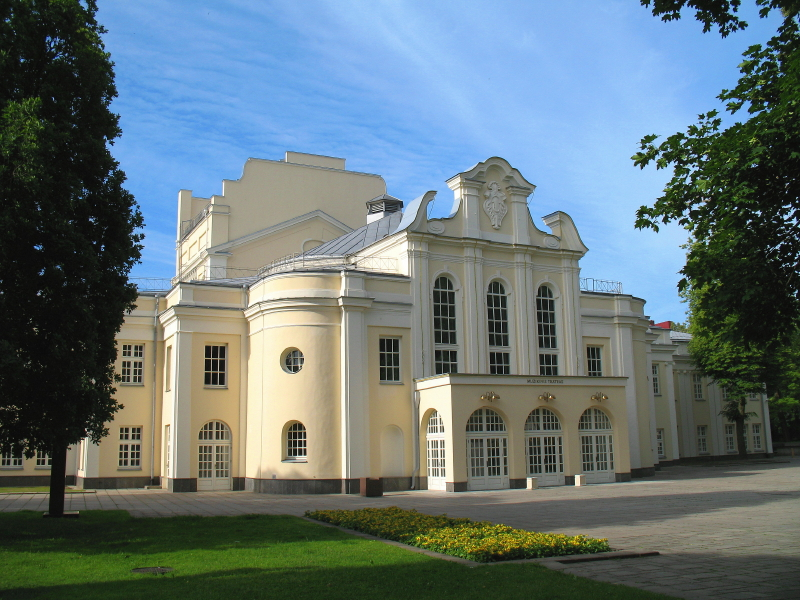
Il Teatro musicale di Stato di Kaunas nel 2006.

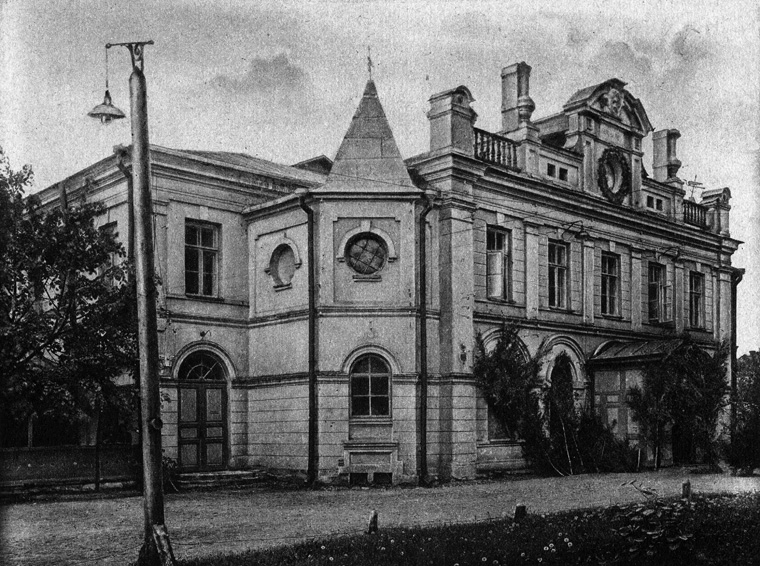
Il Teatro musicale di Stato di Kaunas negli anni precedenti la Prima Guerra Mondiale

Il Teatro musicale statale di Kaunas ha sede a Kaunas, in Lituania. Fu istituito il 27 novembre 1940 in luogo dell'ex Teatro di Stato, nei pressi di Laisvės Alėja (Viale della Libertà), la strada principale della città. Inizialmente, il suo programma si componeva principalmente di operette.

## Fondazione
La costituzione di un teatro cittadino a Kaunas fu decisa nel in 1891, e il primo spettacolo si tenne il 9 gennaio 1892. L'edificio a due piani, in stile neorinascimentale, fu costruito nella Piazza del Giardino cittadino, comprendeva una hall di 500 metri quadrati.
Dopo l'indipendenza lituana, e la scelta di Kaunas come capitale provvisoria, nel 1918, il teatro divenne la culla della drammaturgia, dell'opera e del balletto lituano.
Il teatro è stato rimaneggiato nel 1922-1925, nel 1930-1933 e nel 1980, assumendo caratteristiche dello stile neobarocco, mentre la hall fu allargata a 763 posti a sedere.
Nel 1972, Romas Kalanta si diede fuoco in atto di protesta contro l'occupazione sovietica nella piazza adiacente al teatro.

## Teatro musicale
Nel 1948, la compagnia del Balletto e dell'Opera nazionale lituana, che aveva sede al teatro, fu trasferita a Vilnius; da allora, i musical furono l'unico genere proposto in cartellone.  Dopo il ripristino dell'indipendenza lituana nel 1991, il teatro aggiunse il genere operistico al proprio repertorio.

## Rappresentazioni
- Rigoletto, Giuseppe Verdi, 1951.